# Мішель Коллінз
Мішель Коллінз (англ. Michelle Collins; нар. 12 лютого 1971) — американська спринтерка.

## Спортивні досягнення
Учасниця олімпійських змагань з бігу на 400 метрів (2000), де зупинилась в попередньому раунді.
Чемпіонка світу з естафетного бігу 4×400 метрів (1993, виступала в попередньому забігу). Срібна призерка чемпіонатів світу з естафетного бігу 4×400 метрів (1997 (виступала у попередньому забігу), 1999).
Бронзова призерка чемпіонату світу в приміщенні з естафетного бігу 4×400 метрів (1999).
У 2003 перевершила всіх суперниць у бігу на 200 метрів на чемпіонаті світу в приміщенні в Бірмінгемі, показавши час, вищий за національний рекорд — 22,18. Але цей результат не був ратифікований як рекорд через участь спортсменки в допінговому скандалі.
Була 5-ю в естафетному бігу 4×400 метрів на Кубку світу (1994).
Чемпіонка Універсіади з бігу на 400 метрів та естафетного бігу 4×400 метрів (1993). Бронзова призерка Універсіади з бігу на 200 метрів (1991).
Срібна призерка Панамериканських ігор з бігу на 400 метрів та естафетного бігу 4×400 метрів (1999).

## Допінг
Хоча жодного разу допінг-тести Коллінз не показували наявність в її організмі заборонених речовин, Американське антидопінгове агентство виявило факт її співпраці з компанією BALCO, яка таємно займалася постачанням заборонених речовин провідним американським атлетам. Було доведено застосування тетрагідрогестринону та еритропоетину — спортсменку усунули від участі у змаганнях на вісім років, а її результати у 2002—2004 роках анулювали (в тому числі перемогу на чемпіонаті світу в приміщенні 2003). Вона подала апеляцію і зуміла досягти скорочення терміну дискваліфікації до чотирьох років, хоча кар'єра в легкій атлетиці для неї на цьому все одно закінчилася.